# 宮田町 (宮崎市)
宮田町（みやたちょう）とは、宮崎県宮崎市内の地名。中央東地域自治区に属している。住居表示実施地域。郵便番号は880-0804

## 地理
宮崎市の中央東地域自治区に属する。本町通り・県庁楠並木通り・文化の森通り・西老松通り（すべて市道）で囲まれた地域である。宮崎八幡宮を中心に官公署や集合住宅、商店が並ぶ。
北を広島1丁目、西を橘通東2丁目、南を旭1丁目、東を別府町と接する。大淀川を挟んで太田1丁目と接する。

## 世帯数と人口
2023年（令和5年）8月1日現在の世帯数と人口は以下の通りである。
| 町丁   | 世帯数  | 人口   |
| ------ | ------- | ------ |
| 宮田町 | 228世帯 | 5283人 |

## 小・中学校の学区
市立小・中学校に通う場合、学区は以下の通りとなる。
| 町名   | 小学校             | 中学校             |
| ------ | ------------------ | ------------------ |
| 宮田町 | 宮崎市立宮崎小学校 | 宮崎市立宮崎中学校 |

## 交通

### バス
宮交グループの運営するバスが営業している。

## 施設
- 宮崎県庁（庁舎）
  - 9号館
  - 10号館
- 日本たばこ産業宮崎支店
- 宮崎八幡宮